# Maerdy
Maerdy est un village et une communauté du borough de comté de Rhondda Cynon Taf, au pays de Galles.

## Géographie
Maerdy est situé dans la haute vallée de la Rhondda Fach, à une dizaine de kilomètres en amont de la ville de Porth.

## Démographie
Au recensement de 2011, la communauté de Maerdy comptait 3 160 habitants.